# Stephan Elspaß
Stephan Elspaß (ur. 24 grudnia 1963 w Geniel) – językoznawca, germanista. Zajmuje się socjolingwistyką, dialektologią, lingwistyką wariacyjną, gramatyką, gramatykografią, historią języka i zmianami językowymi oraz frazeologią. Obecnie (2020) piastuje stanowisko profesora zwyczajnego na Uniwersytecie w Salzburgu.
Doktoryzował się w 1996 r. na podstawie rozprawy Phraseologie in der politischen Rede. Untersuchungen zur Verwendung von Phraseologismen, phraseologischen Modifikationen und Verstößen gegen die phraseologische Norm in ausgewählten Bundestagsdebatten. W 2003 r. uzyskał habilitację na podstawie pracy Sprachgeschichte von unten. Untersuchungen zum geschriebenen Alltagsdeutsch im 19. Jahrhundert. Profesurę otrzymał w 2012 r.

## Wybrana twórczość
- Pluralismus oder Assimilation? Zum Umgang mit Norm und arealer Variation in Deutschland und anderswo (współautorstwo, 2012)
- New language norm authorities in Germany: Ideological roots and social consequences (współautorstwo, 2012)
- Sprachvariation und Sprachwandel (2018)
- Alternative sources of data for alternative histories of standardisation (2019)